# Sprengkapsel
Sprengkapseln sind Metallkapseln, die eine kleine Menge Initialsprengstoff enthalten. Sie werden zum sicheren Zünden von Sprengstoffen verwendet. Wird eine Sprengkapsel mit einer Sprengstoffladung verbunden, so spricht man von einer Schlagladung oder -patrone.

## Aufbau

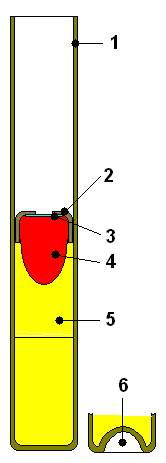
Aufbau einer Sprengkapsel

Als Ladung werden kleine Mengen brisanter Sprengstoffe verwendet, die schon durch geringe thermische oder mechanische Belastung zur Detonation gebracht werden können. Eine zweistufige Ladung besteht beispielsweise aus einer Primärladung (Bleiazid oder früher Knallquecksilber) und einer Sekundärladung aus Tetryl oder Nitropenta.
Durch die Druckwelle, die bei der Detonation des Initialsprengstoffs in der Sprengkapsel entsteht, wird die Detonation der Hauptladung verursacht. Bei unempfindlichen Sprengstoffen, wie beispielsweise ANC-Sprengstoffen, wird oft eine Verstärkerladung aus empfindlicherem Sprengstoff verwendet, um die Hauptladung sicher zu zünden.

### Sprengzünder

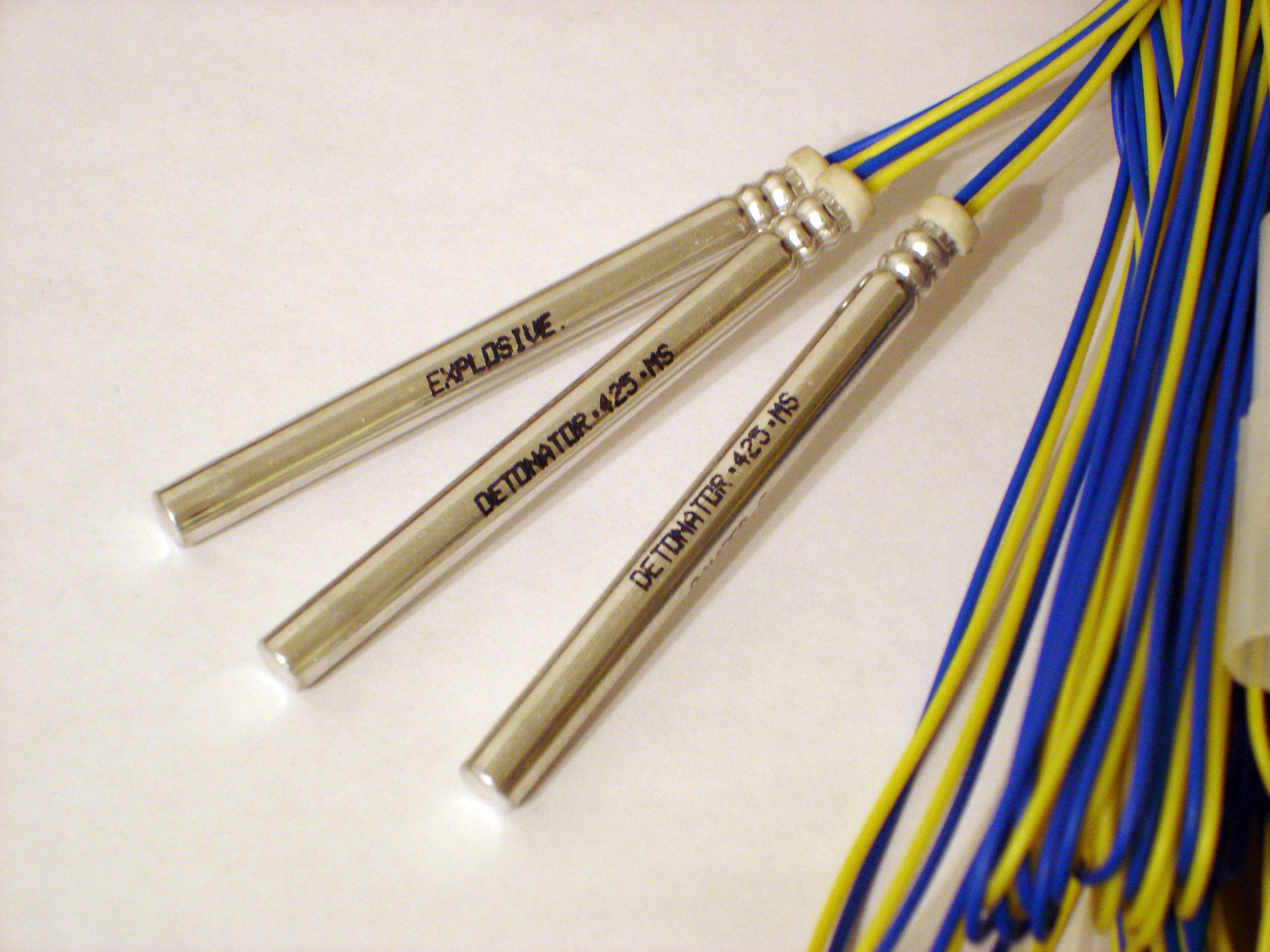
Moderne Sprengzünder

Sprengzünder sind Sprengkapseln mit integriertem elektrischem Zünder.

## Verwendung

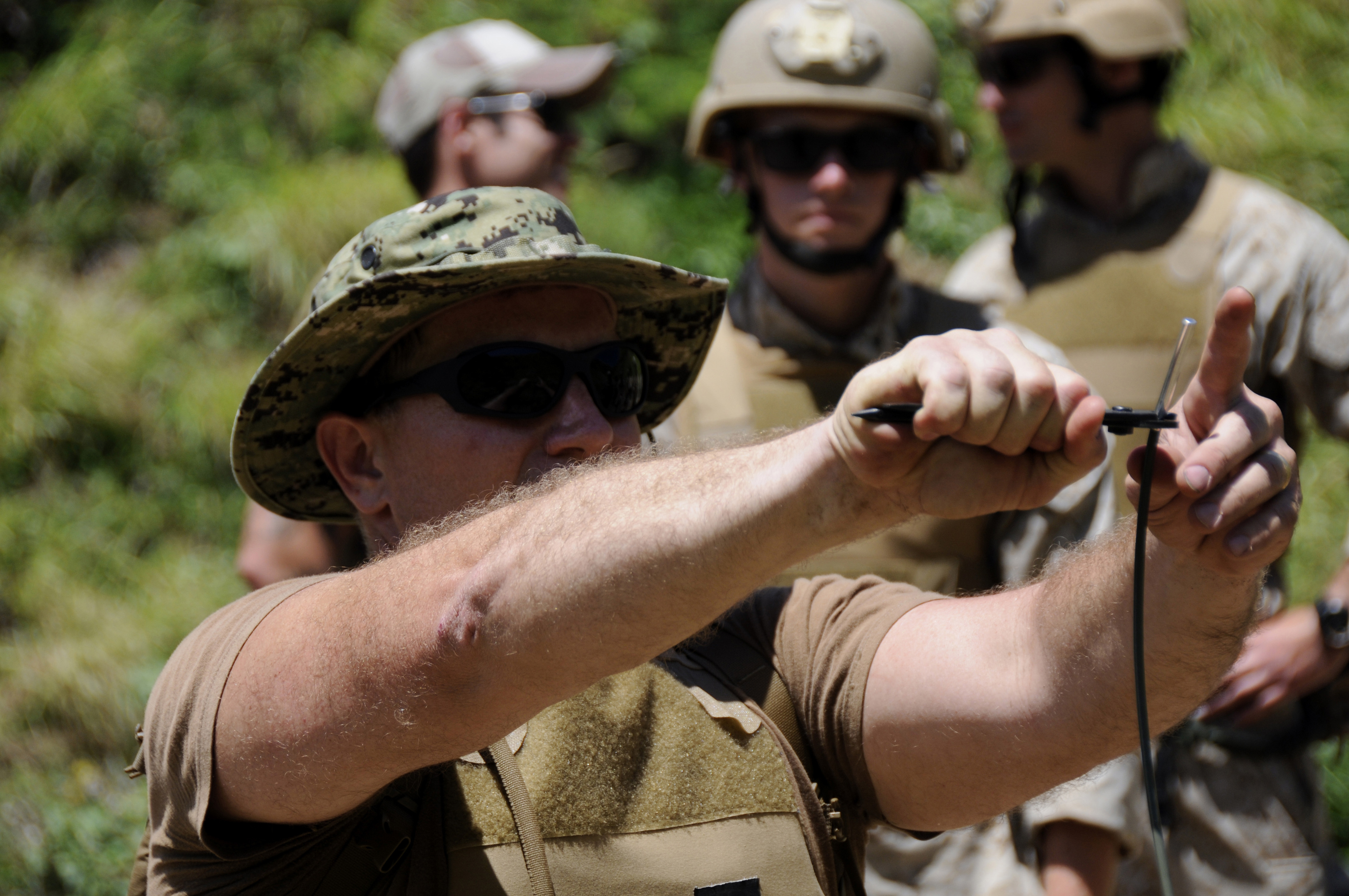
Anwürgen einer Sprengkapsel

Früher wurden Sprengkapseln und elektrisch zündbare Brennmomentzünder getrennt geliefert und vor der Verwendung aufeinandergesteckt. Heute haben sich weitgehend industriell gefertigte Sprengzünder durchgesetzt und Sprengkapseln werden nur noch in wenigen Fällen wie zum Beispiel zum Eis- oder Schneefeldsprengen oder beim Militär verwendet. Hier werden sie mit einer Würgezange an die Zündschnur angewürgt, um Wurfladungen zünden zu können.